# Fuerzas Armadas de la República de Moldavia
Las Fuerzas Armadas de la República de Moldavia (en rumano: Forțele Armate ale Republicii Moldova) están formadas por el Ejército Nacional (que se divide en el Comando de las Fuerzas Terrestres y el Comando de las Fuerzas Aéreas) y el Trupele de Carabinieri (Tropas de Carabineros), dependiente del Ministerio de Asuntos Interiores. Hasta 2012, la Policía Fronteriza de Moldavia (entonces conocida como Tropas de Fronteras) pertenecía a las Fuerzas Armadas.

## Historia
El 2 de noviembre de 1990, antes de la formación del Estado de Moldavia, el Supremo de la República Socialista Soviética de Moldavia ordenó la creación de la Guardia Republicana (en rumano: Garda Republicană) como organismo gubernamental militarizado. Esta fuerza se convirtió posteriormente en el ejército moldavo tras la independencia.
Moldavia ha aceptado todas las obligaciones pertinentes en materia de control de armamentos de la antigua Unión Soviética. El 30 de octubre de 1992, Moldavia ratificó el Tratado de las Fuerzas Armadas Convencionales en Europa, que establece límites globales para categorías clave de equipos militares convencionales y prevé la destrucción de las armas que superen dichos límites. Se adhirió a las disposiciones del Tratado de No Proliferación Nuclear en octubre de 1994 en Washington D. C.. No posee armas nucleares, biológicas ni químicas.
Moldavia ingresó en la Asociación para la Paz de la Organización del Tratado del Atlántico Norte el 16 de marzo de 1994.
Al principio se planeó una transición a una fuerza profesional de 12.000 a 15.000 voluntarios, pero cuando estallaron los combates en 1991 entre los partidarios del gobierno central de Chisináu y los partidarios de las regiones separatistas (conflicto de Transnistria), se movilizó a los varones de entre dieciocho y cuarenta años y el tamaño del ejército moldavo se amplió temporalmente para hacer frente a las exigencias de la guerra de Transnistria. A principios de 1995, las fuerzas armadas sumaban unos 11.000 voluntarios y había planes para crear gradualmente un ejército profesional.
Tras la invasión rusa de Ucrania y una serie de explosiones en Transnistria en 2022, la Presidenta de Moldavia, Maia Sandu, declaró el 27 de abril de ese año que el ejército moldavo llevaba tres décadas en gran parte abandonado y que era incapaz de defender a Moldavia ante el peligro. Afirmó que el ejército moldavo pasaría por un proceso de modernización y profesionalización en el futuro. Más tarde, el 4 de mayo, el Presidente del Consejo Europeo, Charles Michel, declaró que la Unión Europea proporcionaría ayuda a Moldavia, incluido equipo militar adicional para sus fuerzas armadas. La ayuda procedería del Instrumento de Contribución a la Estabilidad y la Paz y no incluiría armamento letal. Esto causó controversia entre los líderes de la oposición socialista de la época, que abogaban por una mayor cooperación con Rusia.

## Estado Mayor
El Estado Mayor del Ejército Nacional está compuesto actualmente por:
- Cuartel General del Estado Mayor (Chisináu)
- Comando de las Fuerzas Terrestres
- Comando de las Fuerzas Aéreas
- Dirección de Personal
- Dirección de Operaciones
- Dirección de Logística
- Dirección de Planificación Estratégica
- Dirección de Sistemas de Comunicación e Información
- Dirección de Educación, Formación y Doctrina
- Planificación, Finanzas y Control
- Sección Jurídica
- Sección Médica
- Policía Militar

## Estructura

### Ejército Nacional

#### Comando de las Fuerzas Terrestres

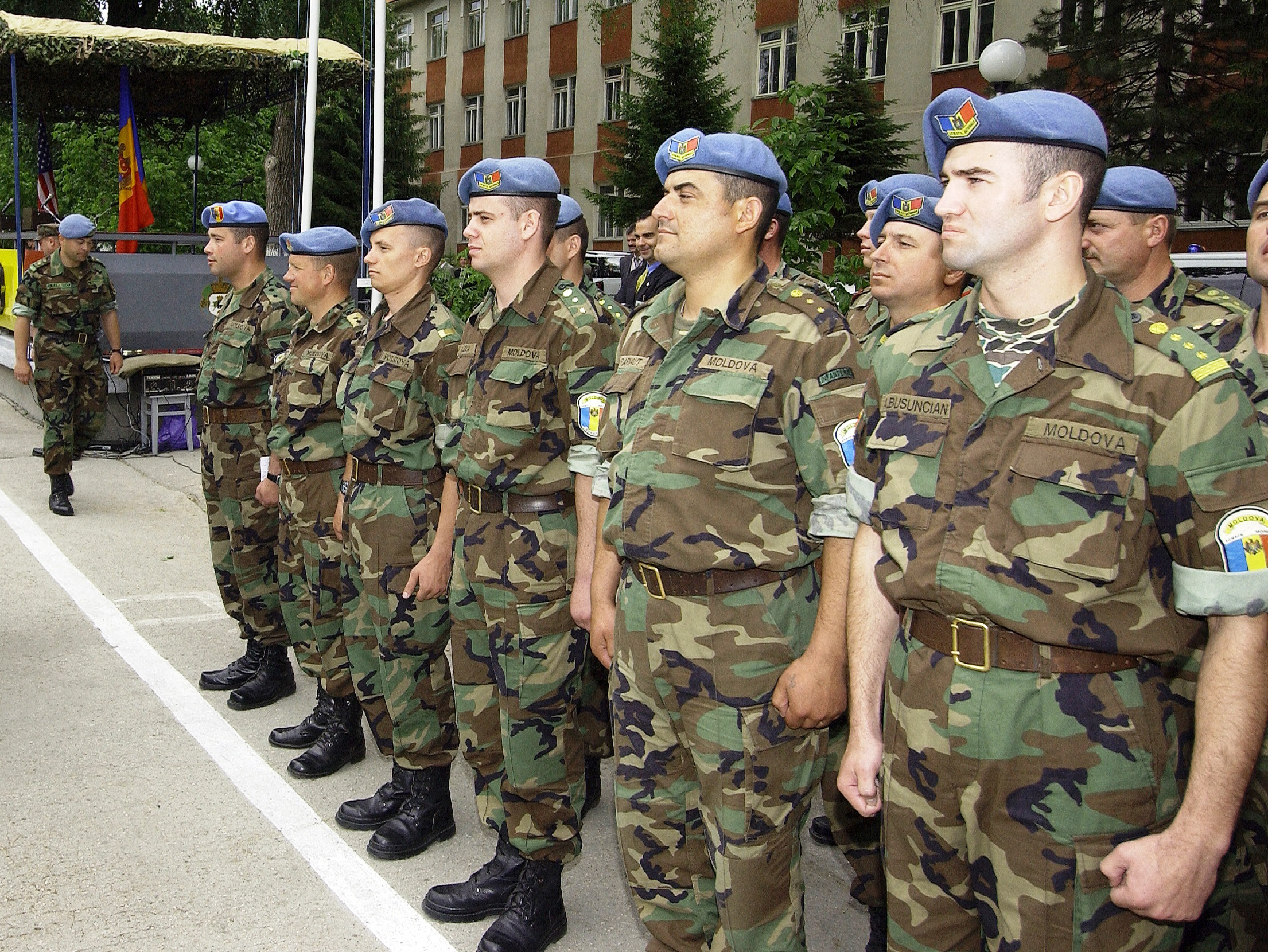
Soldados moldavos de la 2.ª brigada en junio de 2004.

A principios de 1994, las Fuerzas Terrestres moldavas (dependientes del Ministerio de Defensa) contaban con 9800 hombres organizados en tres brigadas de fusiles motorizados, una brigada de artillería y un batallón de reconocimiento/asalto. La Estudios sobre Países de la Biblioteca del Congreso escribió que su armamento consistía en cincuenta y seis defensas contra misiles balísticos; setenta y siete vehículos blindados de transporte de tropas y sesenta y siete "semejantes". ("Semejantes" es un término del Tratado sobre Fuerzas Convencionales en Europa que denota modificaciones de los vehículos blindados de transporte de tropas para misiones especializadas como transporte de misiles antitanque, reconocimiento o tareas de ingeniería). Estos datos parecen confusos; en la edición de 1995-1996 del Balance Militar del IISS (International Institute for Strategic Studies; Instituto Internacional de Estudios Estratégicos), los vehículos blindados de combate de infantería figuraban como 54 BMD (Boyevaya Mashina Desanta; Vehículo de Combate Aerotransportado), había varios vehículos blindados de transporte de tropas y 67 "semejantes".
La artillería incluía dieciocho unidades de artillería remolcada de 122 mm y cincuenta y tres de 152 mm; nueve cañones/morteros combinados de 120 mm; setenta armas antitanque guiadas AT-4 Spigot, diecinueve AT-5 Spandrel y veintisiete AT-6 Spiral; ciento treinta y ocho lanzadores sin retroceso SPG-9 de 73 mm, cuarenta y cinco cañones antitanque MT-12 de 100 mm; y treinta cañones de defensa antiaérea ZU-23 de 23 mm y doce S-60 de 57 mm. Moldavia ha recibido algunas armas de los antiguos arsenales soviéticos mantenidos en el territorio de la república, así como cantidades indeterminadas de armas procedentes de Rumanía, especialmente en el momento álgido de los combates con Transnistria.
En 2006-2007, las Fuerzas Terrestres moldavas se habían reducido a 5710 efectivos, incluyendo tres brigadas de fusiles motorizados, una brigada de artillería y batallones independientes de fuerzas especiales y de ingenieros, además de una unidad de guardia independiente. El equipo y el armamento incluían 44 BMD-1 AIFV y 266 APC, incluidos 91 TAB-71, así como 227 piezas de artillería.
En 2022, durante la guerra rusa en Ucrania, varios países occidentales se comprometieron a apoyar la integridad territorial de Moldavia y a proporcionar ayuda energética y militar. Durante una visita a Chisináu, la ministra alemana de Defensa, Christine Lambrecht, afirmó que Alemania está dispuesta a ofrecer a Moldavia la compra de aviones no tripulados y formación militar. Ese mismo mes, el ministro de Defensa moldavo, Anatolie Nosatii, manifestó que el 90 % del equipamiento militar de Moldavia data de la época soviética y necesita una sustitución urgente. También mencionó que las fuerzas armadas se enfrentan a una escasez de equipos debido a una financiación insuficiente.

#### Comando de las Fuerzas Aéreas

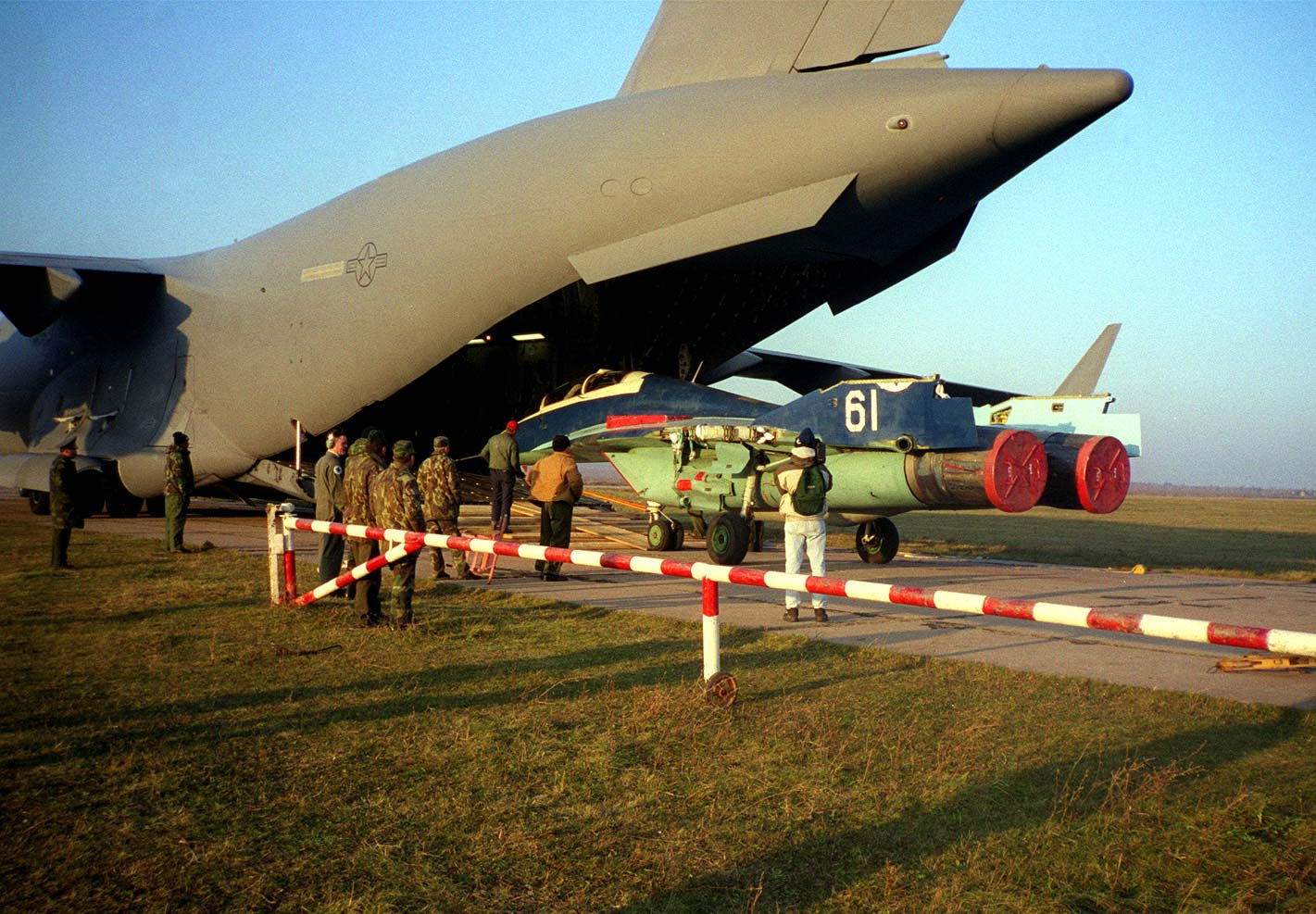
Un entrenador moldavo MiG-29UB sobre un C-17 Globemaster III estadounidense en 1997.

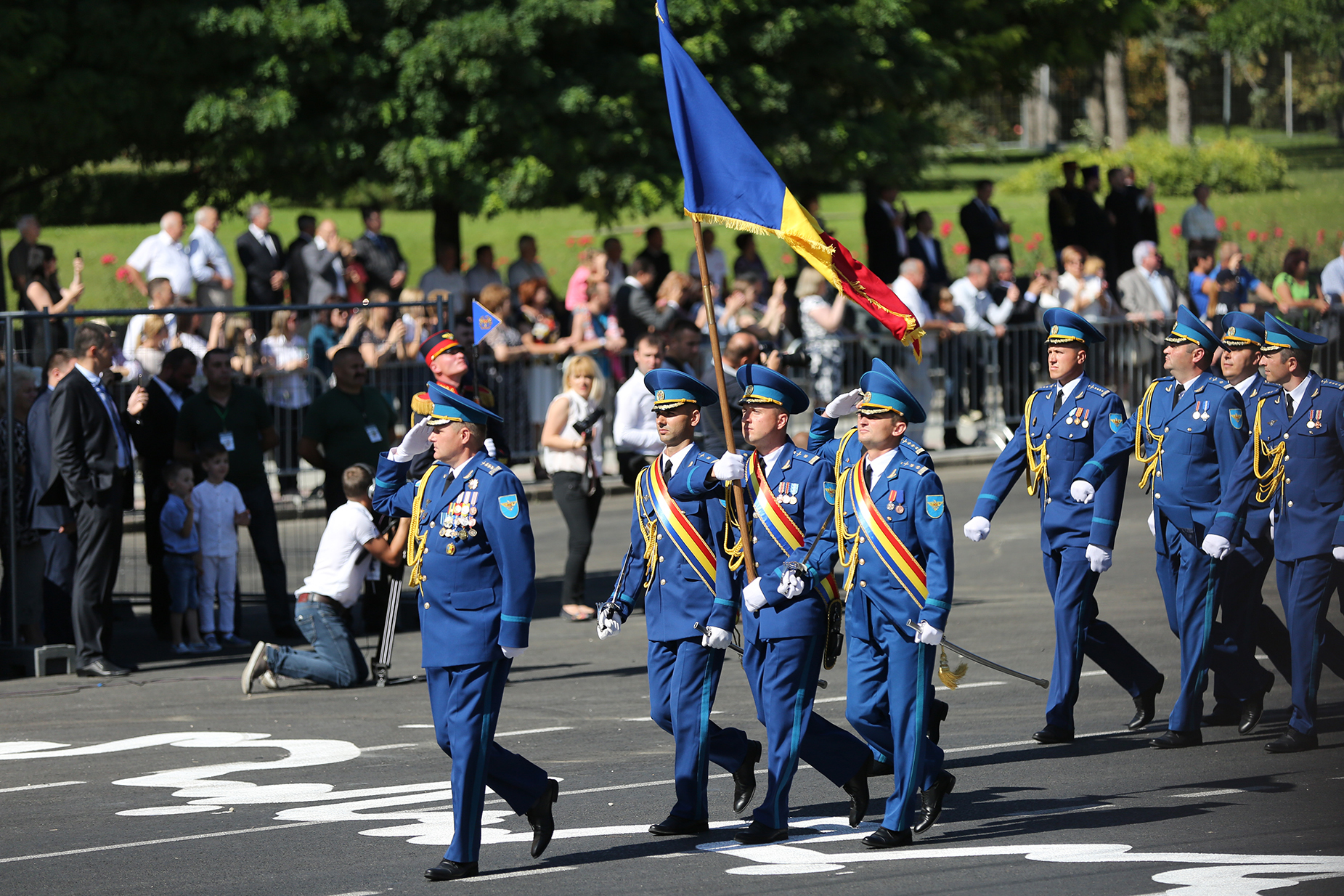
Personal de las Fuerzas Aéreas en 2016.

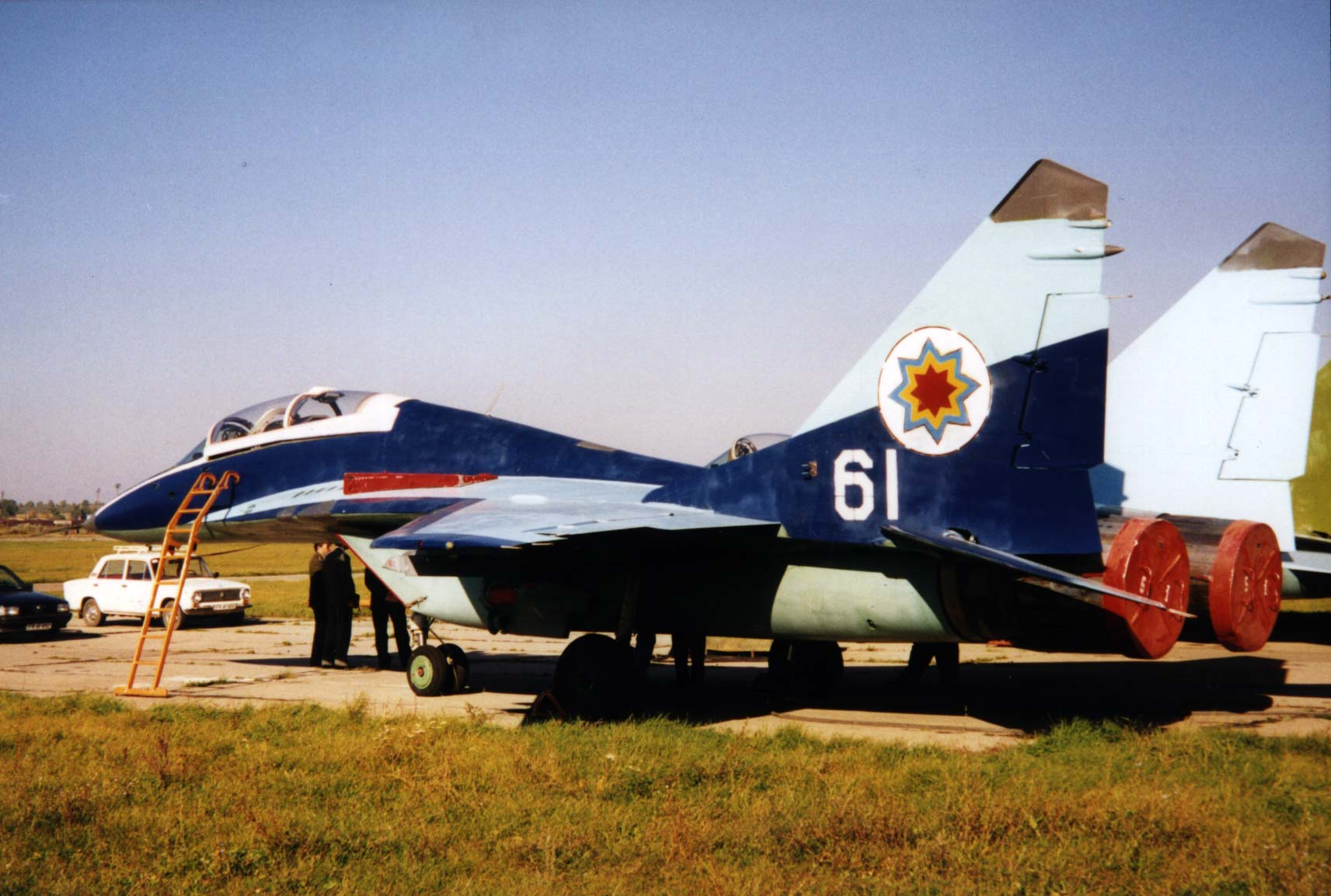
Un entrenador moldavo MiG-29UB en 1997.

En 1994, las Fuerzas Aéreas moldavas contaban con 1300 hombres organizados en un regimiento de cazas, un escuadrón de helicópteros y una brigada de misiles. El armamento utilizado por las Fuerzas Aéreas incluía treinta y un aviones MiG-29 Fulcrum, ocho helicópteros Mi-8 Hip, cinco aviones de transporte (incluido un Antonov An-72 Coaler) y veinticinco misiles tierra-aire SA-3 Goa/SA-5 Gammon.
El 86.º Regimiento de Aviación de Caza de la Guardia se encontraba en Mărculești desde octubre de 1951 y había sido reequipado con MiG-29 en 1988. Formaba parte de la 119.ª División de Aviación de Caza, resubordinada a la Flota soviética del Mar Negro desde diciembre de 1989.
Estados Unidos compró veintiuno de los MiG-29 en octubre de 1997 para impedir su venta en el mercado mundial y con fines de investigación. También se compraron todas las piezas de repuesto de esos aviones, así como los 500 misiles aire-aire que los acompañaban. Todas las aeronaves fueron transportadas desde Moldavia hasta el Centro Nacional de Inteligencia Aérea (NAIC: National Air Intelligence Center) de la base de la Fuerza Aérea Wright-Patterson, cerca de Dayton (Ohio), en aviones de transporte Boeing C-17 Globemaster III durante dos semanas.
En 2006, todos los cazas MiG-29 habían sido vendidos o desguazados y las Fuerzas Aéreas moldavas sólo contaban con 2 An-2 Colts, 1 An-26 Curl, 2 An-72 Coalers, 8 Mi-8 Hips y 12 SA-3 "Goa" SAM en servicio, tripulados por 1040 personas.

### Carabinero
El Trupele de Carabinieri es el cuerpo militar de tipo gendarmería, basado en los carabineros italianos. Los moldavos están destinados a garantizar, junto con la Inspección General de Policía o de forma independiente, el orden público y la protección de los derechos y libertades de los ciudadanos.

### Otras fuerzas

#### Policía fronteriza
La Policía Fronteriza de Moldavia se fundó el 3 de septiembre de 1991, siendo confiada al Ministerio de Seguridad Nacional bajo la subordinación de la subunidad de las antiguas Tropas Fronterizas soviéticas desplegadas en territorio moldavo. El 11 de enero de 1992, Coronel en junio de 1992, las Tropas Guardafronteras se convirtieron oficialmente en una rama separada de las fuerzas armadas, En diciembre de 1999, se reorganizó en el Departamento de las Tropas Guardafronteras de Moldavia y se retiró del Ministerio de Seguridad Nacional un mes y medio después. El 1 de julio de 2012, el Primer Ministro Vlad Filat ordenó su traslado de las fuerzas armadas al Ministerio de Asuntos Interiores.

#### Fuerza del Danubio
La Fuerza del Danubio de Moldavia es una pequeña flotilla fluvial militarizada. Tiene su base en el puerto de Giurgiulesti. Disponen de varias embarcaciones desarmadas y auxiliares de diversos tipos.

## Equipamiento
Como parte de la Iniciativa de Desarrollo de Capacidades de Defensa y Seguridad Conexa de la OTAN (Organización del Tratado del Atlántico Norte) desde 2014, las Fuerzas Armadas moldavas están recibiendo modestas cantidades de equipamiento de la alianza. Sin embargo, la mayor parte del equipamiento militar de Moldavia es de origen soviético y necesita ser reemplazado. El país no tiene capacidades industriales de defensa más allá del mantenimiento básico del equipamiento de primera línea.
Con la invasión rusa de Ucrania, la Unión Europea se comprometió a aumentar su ayuda militar. Hasta junio de 2023, se habían proporcionado más de 87 millones de euros en apoyo a la modernización del sector de la defensa.

## Vacaciones profesionales
El 3 de septiembre, el Ejército Nacional celebra su fiesta profesional, Ziua Armatei Naționale (Día del Ejército Nacional). El Presidente y el Primer Ministro de Moldavia suelen felicitar a todos los militares en activo. El 2 de septiembre, el Ministerio de Defensa organiza grandes manifestaciones con motivo de la festividad. El personal militar y civil deposita flores en el Monumento a Esteban el Grande y en el Complejo Monumento de la Eternidad. También se celebra una ceremonia de condecoración de distinciones estatales y del Ejército Nacional, así como diplomas de honor a los mejores empleados militares y civiles. También se organizan actividades festivas en Balti, Cahul, Edineţ y Ungheni, en común con las administraciones públicas locales. En 2018, las celebraciones de las bodas de plata del Día del Ejército Nacional tuvieron lugar en la base de la 1.ª Brigada de Infantería Motorizada "Moldavia" en Bălți.
El 2 de marzo, las fuerzas armadas celebran el Día del Recuerdo, que honra la memoria de la Guerra de Transnistria. Los actos del Día del Recuerdo suelen organizarse en todo el país del 1 al 4 de marzo. Suelen depositarse flores en el Monumento a Esteban el Grande. Los participantes también han organizado la Marcha de la Memoria, caminando desde la Plaza de la Gran Asamblea Nacional hasta el Monumento Maica Indurerata (Madre Dolorosa) en el Complejo Monumento de la Eternidad.

## Distinciones militares

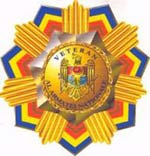
La medalla de veterano

- Medalla "10 años de las Fuerzas Armadas de la República de Moldavia"[28]
- Veterano de las Fuerzas Armadas de la República de Moldavia
- Medalla "Por el servicio a la Patria"[29]
- Medalla "Por el fortalecimiento de la comunidad militar"[30]
- Medalla "Al Mérito de los "
- Medalla "Por el Servicio Impecable en el Ministerio de Asuntos Interiores"
- Medalla "15º aniversario de la retirada de las tropas de Afganistán"
- Medalla "10 años de la Guerra en Transnistria"
- Medalla "10 años de las Tropas Fronterizas"
- Medalla "10 años del Ejército de Moldavia"
- Medalla "10 años de las Tropas de Carabineros"
- Medalla Conmemorativa "75 años de la victoria en la Segunda Guerra Mundial"[31]
- Medalla Conmemorativa "70 aniversario de la victoria sobre el fascismo en la Segunda Guerra Mundial"[32]

## Organizaciones de veteranos
Los moldavos que sirvieron en la Segunda Guerra Mundial, en la guerra soviético-afgana, como liquidadores en la catástrofe de Chernóbil y en la guerra de Transnistria tienen derecho a una serie de prestaciones como descuentos, servicios médicos y uso gratuito del transporte público. En 1990 se creó el Consejo Republicano de Soldados Internacionalistas, presidido por el comisario militar del entonces distrito Oktyabrsky de Chisináu, el coronel Vitaly Zavgorodniy, veterano de la guerra de Afganistán. La Unión de Veteranos de la guerra de Afganistán de la República de Moldavia es un grupo de veteranos con sede en Moldavia que aboga por el bienestar de los veteranos de la guerra de Afganistán. El 15 de mayo de 2000, tras la iniciativa del Gobierno de abolir las prestaciones a los veteranos de la guerra de Afganistán, los simpatizantes acudieron a la Plaza de la Gran Asamblea Nacional. En 2001, el Partido de los Comunistas de la República de Moldavia, que llegó al poder, cambió radicalmente la posición de todos los veteranos del país.

## Fuerzas extranjeras
También quedan otras fuerzas militares dentro de Moldavia. A principios de 1994, el gobierno de Transnistria contaba con unas fuerzas armadas de unos 5000 efectivos, que incluían el batallón Dniester de la Guardia de la República y unos 1000 cosacos.
A principios de 1994, el antiguo 14.º Ejército de Guardias soviético (unos 9200 soldados) estaba formado por un cuartel general del ejército, la 59.ª División de Fusiles a Motor de Guardias, un batallón de tanques, un regimiento de artillería y una brigada antiaérea. Su equipo y armamento consistía en 120 carros de combate principales, 180 vehículos blindados de combate y 130 piezas de artillería/lanzacohetes múltiples/morteros. El resto del 14.º Ejército de Guardias había pasado la frontera en Ucrania y fue absorbido por las fuerzas armadas ucranianas.
Hacia 1994, las fuerzas de mantenimiento de la paz en Transnistria consistían en seis batallones aerotransportados suministrados por Rusia, tres batallones de infantería suministrados por Moldavia y tres batallones aerotransportados suministrados por Transnistria.
Desde 2007, la fuerza rusa, ahora denominada Grupo Operativo de las Fuerzas Rusas en Moldavia, bajo el Comando del Distrito Militar Occidental, se había reducido a unos 1500 efectivos, que incluían dos batallones de fusiles motorizados, un batallón independiente de seguridad y apoyo, un destacamento de helicópteros y varios destacamentos administrativos más pequeños.